# Rob Lynch
Rob Lynch (* 1. Mai 1986 in Stamford, Lincolnshire) ist ein englischer Singer-Songwriter.

## Leben und Karriere
Zu Beginn seiner Karriere, für die Rob Lynch von Stamford nach London zog, trat er hauptsächlich in Bars und Kneipen auf. 
Im Jahr 2013 unterzeichnete er beim deutschen Label Grand Hotel van Cleef einen Plattenvertrag und veröffentlichte am 22. November 2013 sein Debütalbum All these Nights in Bars will somehow save my Soul, aus dem die Singles Broken Bones und im Februar 2014 My Friends and I ausgekoppelt wurden. 
Ende 2013 trat Lynch im Vorprogramm von Thees Uhlmann auf; Anfang 2014 spielte er dann eine Headline-Tour in Deutschland.  Während Lynch im Vorprogramm von Thees Uhlmann als Solokünstler aufgetreten war, trat er auf seiner eigenen Tour mit Band auf. Auf seine erste Tour nahm er seinen Freund Tom George von The Lion & The Wolf als Support-Sänger mit.
Im April 2014 unterzeichnete Rob Lynch einen Plattenvertrag beim englischen Label Xtra Mile Recordings, bei dem zum Beispiel auch Frank Turner unter Vertrag steht. Dort veröffentlicht er im Herbst 2014 sein Debütalbum auch für den englischsprachigen Raum.
Im Sommer 2014 war Lynch Mitglied der Vans Warped Tour in den USA, spielte auf zahlreichen Festivals in Europa und weitere Konzerte solo und mit Band. 
Sein zweites Album Baby, I´m a runaway veröffentlicht Rob Lynch im Sommer 2016. Während sein Debütalbum eine Sammlung von Lieder ist, die er in den fünf bis sechs Jahren vor Erscheinen der Platte geschrieben hat, schrieb er die Lieder für die zweite Platte innerhalb eines Jahres gezielt für das Album.
In den Jahren 2016 und 2017 tourte Lynch in Deutschland und spielte 2018 zumindest noch auf einem Festival. Seine für 2020 geplante Tour durch Deutschland fiel pandemiebedingt aus. 
Schon vor Beginn der Corona-Pandemie begann Lynch im Herbst 2019 eine zweieinhalb Jahre dauernde Ausbildung zum Grundschullehrer. In dieser Zeit schrieb er im Dezember 2020 das Lied Corona won´t cancel christmas (Coldfall christmas), das er zusammen mit von ihm unterrichteten Kinder der Coldfall Primary School in Nord-London einsang.
Erst am 7. April 2022 nach Aufhebung der meisten Corona-Einschränkungen konnte Lynch wieder öffentlich in Deutschland auftreten und feierte in der Molotow Sky Bar in Hamburg mit Freunden und Fans seinen Junggesellenabschied. Die erste Tour in Deutschland nach der Corona-Pandemie fand im Frühjahr 2025 statt.

## Stil
Sein Musikstil wird als eine Mischung aus Folk, Pop und Punk beschrieben. Außerdem wird Lynch sehr oft mit dem Musiker Frank Turner verglichen.